# New York City Board of Estimate
Le New York City Board of Estimate était un organe gouvernemental de la ville de New York responsable de nombreux domaines de la politique et des décisions municipales, notamment le budget de la ville, l'utilisation des terres, les contrats, les franchises et les tarifs de l'eau. 

## Composition
En vertu des modifications apportées en 1901 à la charte de la ville du Grand New York, alors récemment fusionnée, le Board of Estimate and Apportionment était composé de huit membres de droit : le maire de la ville de New York, le contrôleur financier de New York (en) et le président du conseil des échevins de New York (en), chacun disposant de trois voix ; les présidents des arrondissements (en) de Manhattan et de Brooklyn, chacun disposant de deux voix ; et les présidents des arrondissements du Bronx, du Queens et de Richmond (Staten Island), chacun disposant d'une voix,. La charte de 1897, entrée en vigueur au moment de la fusion, prévoyait un comité d'estimation et de répartition de cinq membres. La charte de réforme de La Guardia de 1938 simplifie son nom et renforce ses pouvoirs.

## Suppression
Le 22 mars 1989, la Cour suprême des États-Unis a déclaré à l'unanimité dans l'affaire Board of Estimate of City of New York contre Morris (en) que le Board of Estimate était inconstitutionnel au motif que Brooklyn, l'arrondissement le plus peuplé de la ville, n'avait pas une représentation effective plus importante au sein du conseil que Staten Island, l'arrondissement le moins peuplé de la ville, et que cet arrangement constituait une violation de la clause de protection égale du quatorzième amendement, conformément à la décision « un homme, une voix » prise par la haute cour en 1964 (Reynolds contre Sims (en)),.
En réponse à la décision de la Cour suprême, la Commission de révision de la Charte de la ville de New York a élaboré des modifications à apporter au gouvernement municipal, qui ont été approuvées à 55 % à 45 % lors d'un référendum organisé dans toute la ville le jour des élections, en novembre 1989. Un mois plus tard, les changements ont été approuvés par le ministère américain de la justice et ils ont été mis en œuvre comme prévu l'année suivante, conformément à la Charte de la ville de 1990, qui a supprimé le Conseil d'estimation et confié la plupart de ses responsabilités à un Conseil municipal de New York élargi.